# Понт-Арси
Понт-Арси́ (фр. Pont-Arcy) — коммуна во Франции, находится в регионе Пикардия. Департамент коммуны — Эна. Входит в состав кантона Фер-ан-Тарденуа. Округ коммуны — Суасон.
Код INSEE коммуны — 02612.

## Население
Население коммуны на 2010 год составляло 129 человек.
| 1962 | 1968 | 1975 | 1982 | 1990 | 1999 | 2010 |
| ---- | ---- | ---- | ---- | ---- | ---- | ---- |
| 128  | 123  | 100  | 113  | 110  | 109  | 129  |

## Экономика
В 2010 году среди 82 человек трудоспособного возраста (15—64 лет) 62 были экономически активными, 20 — неактивными (показатель активности — 75,6 %, в 1999 году было 69,1 %). Из 62 активных жителей работали 53 человека (30 мужчин и 23 женщины), безработных было 9 (3 мужчин и 6 женщин). Среди 20 неактивных 8 человек были учениками или студентами, 6 — пенсионерами, 6 были неактивными по другим причинам.